# Muttiah Muralitharan International Cricket Stadium
Das Muttiah Muralitharan International Cricket Stadium oder auch Pallekele International Cricket Stadium ist ein Cricketstadion in Pallekele, Kandy, Sri Lanka. Es wurde im Jahr 2009 eingeweiht und hat eine Kapazität von 35.000 Zuschauern. Es wurde 2010 nach dem sri-lankischen Cricketspieler Muttiah Muralitharan benannt. Seit Dezember 2010 ist das Stadion Teststadion für Heimspiele der sri-lankischen Cricket-Nationalmannschaft.

## Nutzung

### One-Day Cricket
Das erste große Turnier, das in diesem Stadion ausgetragen wurde, war der Cricket World Cup 2011, wobei drei Vorrundenspiele hier stattfanden.

### Test Cricket
Als 104. Test Cricket Stadion weltweit wurde als erster Test im Dezember 2010 das Spiel der Sri-lankischen Mannschaft gegen die West Indies hier ausgetragen.

### Twenty20
Im Jahr 2012 wurden beim ICC World Twenty20 drei Vorrunden- und sechs Zwischenrundenspiele in diesem Stadion ausgetragen.